# Feketetorkú mangókolibri
A feketetorkú mangókolibri (Anthracothorax nigricollis) a madarak osztályának sarlósfecske-alakúak (Apodiformes) rendjébe és a kolibrifélék (Trochilidae) családjába tartozó faj.

## Rendszerezése
A fajt Louis Pierre Vieillot francia ornitológus írta le 1817-ben, a Trochilus nembe Trochilus nigricollis néven.

## Előfordulása
Panama, Trinidad és Tobago, valamint Argentína, Bolívia, Brazília, Kolumbia, Ecuador, Francia Guyana, Guyana, Paraguay, Peru, Suriname és Venezuela területén honos. Kóborlásai során eljut Uruguayba is.
Természetes élőhelyei a szubtrópusi és trópusi síkvidéki esőerdők és cserjések, valamint másodlagos erdők, szántóföldek és városi környezet.

## Megjelenése
Testhossza 12 centiméter, testtömege 6-7 gramm. Hosszú fekete csőre van.
|  |  |

## Életmódja
Nektárral táplálkozik.

## Természetvédelmi helyzete
Az elterjedési területe rendkívül nagy, egyedszáma is nagy és stabil. A Természetvédelmi Világszövetség Vörös listáján nem fenyegetett fajként szerepel.